# Wörgl Hauptbahnhof
Wörgl Hauptbahnhof is een spoorwegknooppunt in de Oostenrijkse stad Wörgl in de deelstaat  Tirol dat op 24 november 1858 werd geopend. 

## Geschiedenis

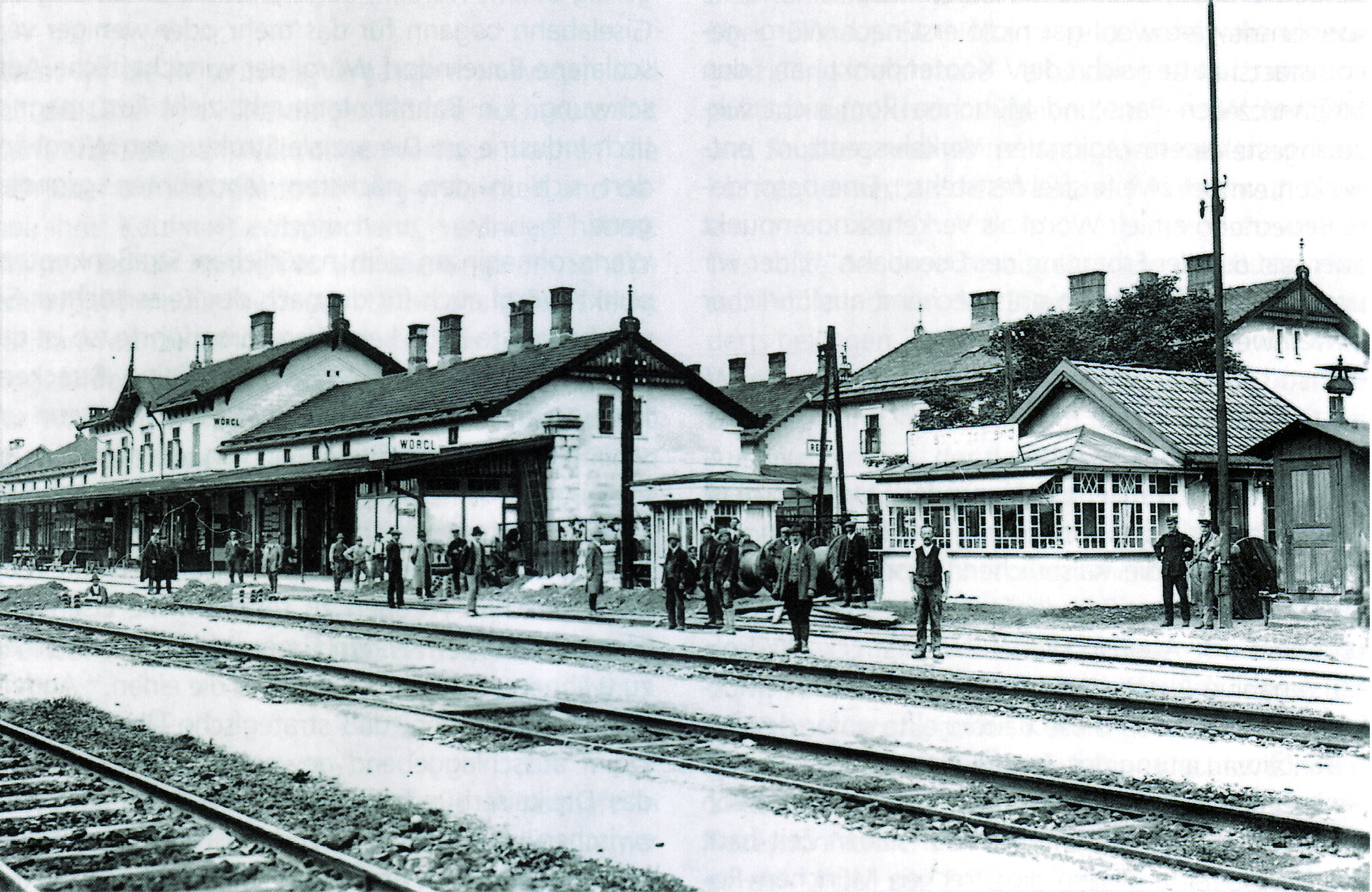
Het station rond 1900.
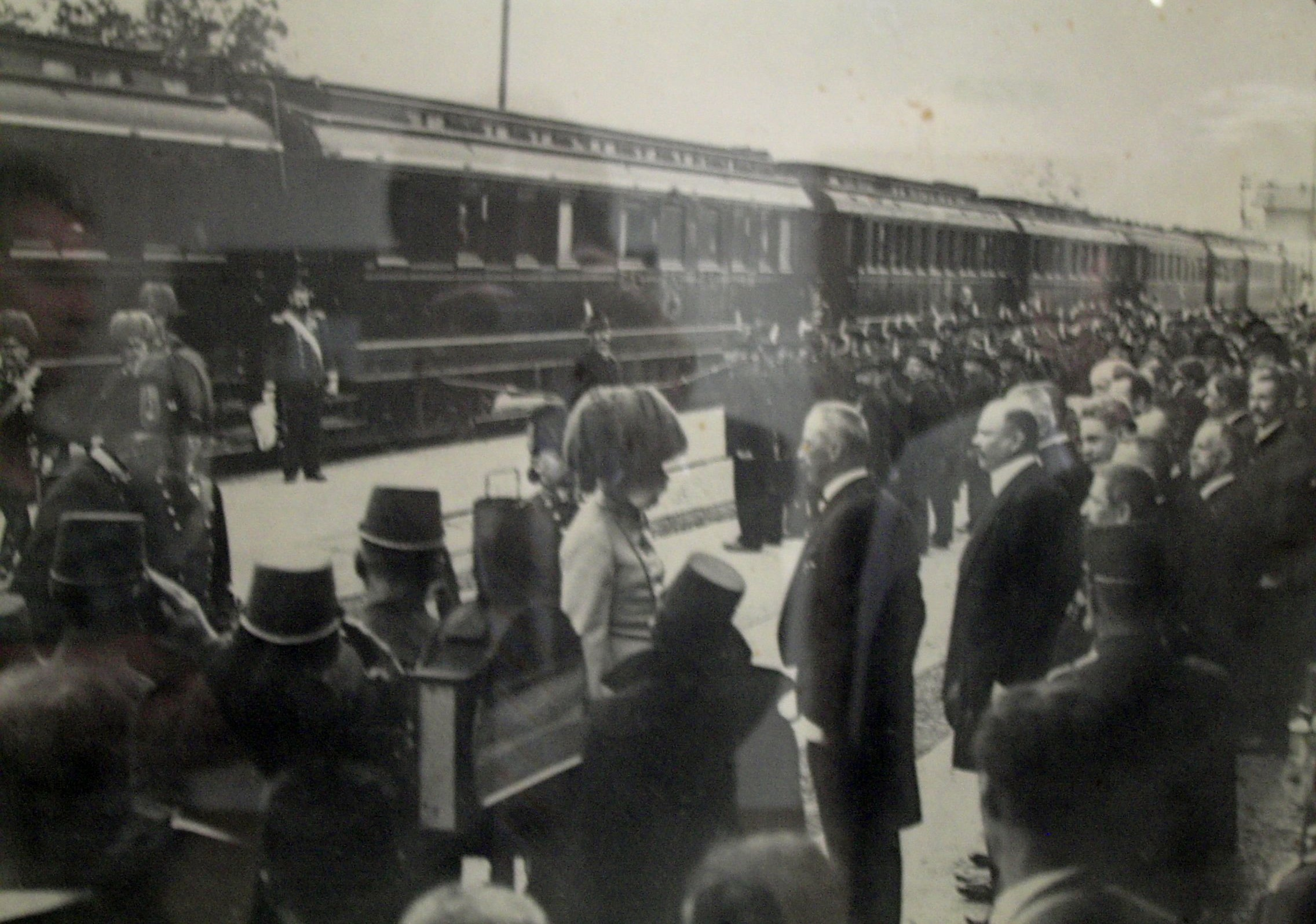
Aankomst van Keizer Franz Joseph I in 1909.
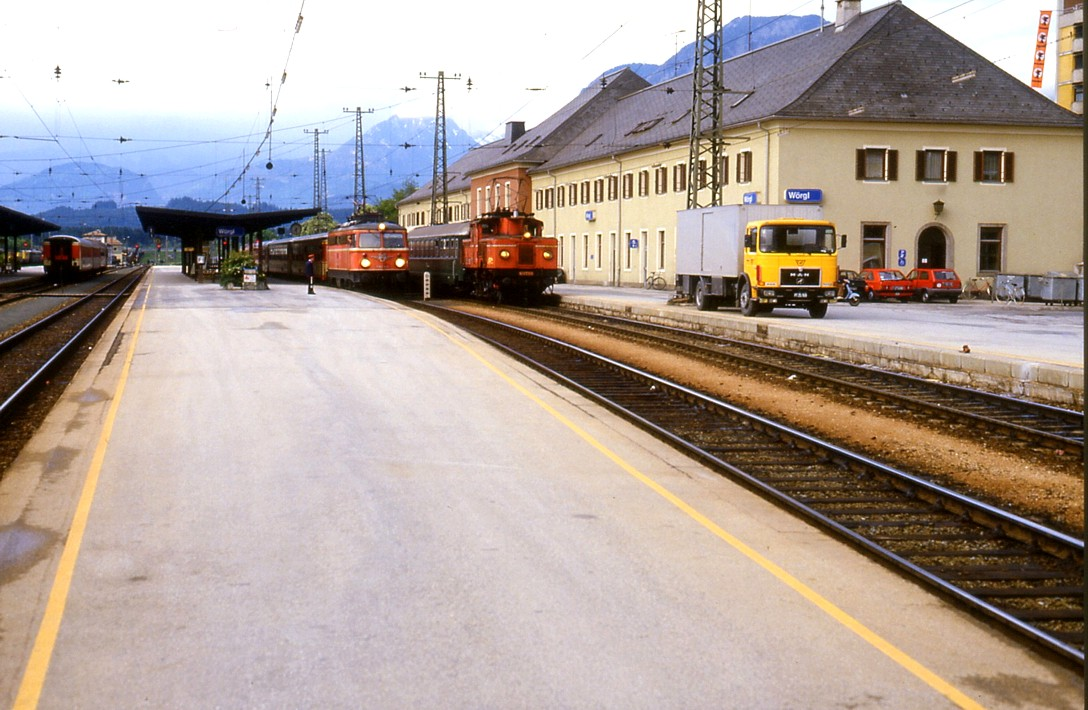
Het station op 25 mei 1984.

Het station van Wörgl werd in 1858 gebouwd en op 24 november 1858 door Keizer Franz Jozef I geopend.  Op 6 augustus 1875 werd de Giselabahn geopend waarmee Wörgl acht jaar voor Innsbruck het eerste spoorwegknooppunt in het westen van Oostenrijk werd. 
Sinds 1890 is het traject Wörgl – Innsbruck geheel dubbelsporig, sinds 1914 geldt dit ook voor het traject Wörgl – Zell am See – Salzburg en sinds 1939 is ook het traject Wörgl – Kufstein – München geheel dubbelsporig. Alle spoorlijnen bij Wörgl zijn sinds 1928 geëlectrficeerd met 15 KV, 16,7 Hz wisselstroom.  
De treinen ten westen van Wörgl (richting Innsbruck) reden links, terwijl de treinen ten oosten (richting Zell am See) en ten noorden (richting Kufstein) van Wörgl rechts reden. Hierdoor was Wörgl tot eind 20e eeuw het station waar van kant gewisseld werd. Hiertoe was zelfs een kruising die geschikt was voor 120 km/u bij de wisselstraten aan de westkant. Sindsdien is het op de hele Westbahn en meer algemeen in West-Oostenrijk mogelijk om beide sporen in beide richtingen te berijden waarbij rechts rijden de regel is.   
Het emplacement en het stationsgebouw werden tijdens de Tweede Wereldoorlog vrijwel met de grond gelijk gemaakt. Het nieuwe stationsgebouw werd ongeveer 500 meter ten westen van dat uit 1858 gebouwd en in 1950, net op tijd voor de verlening van stadsrechten aan Wörgl in 1951, geopend.
De beveiliging werd verzorgd door een electromechanische seintafel, type ÖES (Österreichisches Eisenbahn-Signalwerk) K 47 met een tableau met een schematische afbeelding van het emplacement voor de treindienstleider. Daarnaast waren er twee seintafels voor wisselwachters, een met een tableau met draaiknoppen en een met een tableau van het type EM55, deze waren ondergebracht in inmiddels gesloopte seinhuizen van waaruit uitzicht was over het emplacement. 
In augustus 2008 werd onder de noemer „150 Jahre Eisenbahn in Wörgl“ een groot aantal festiviteiten, waaronder een spoorwegfeest, georganiseerd.

### Ombouw en uitbreiding na 1993
In 1993 werd het station voor ongeveer 1,4 Milljard Schilling (100 Milljoen Euro) door de Österreichische Bundesbahnen bijna volledig omgebouwd. Het station kreeg een centraal seinhuis van het destijds nieuwste model SpDrL A2 met vijf beeldschermen, bediening met muis en toetsenbord en een zogeheten „Graphic Automatic Light“, dat voortdurend verder uitgebreid werd. Graphic Automatic Light (GrAuLi) kan op grond van een programma of treincode zelfstandig computer gestuurd de rijwegen instellen. De treindienstleider heeft hierdoor onder normale omstandigheden een toezichthoudende taak. Dit centrale seinhuis werd op de zolder boven de stationshal gebouwd en door een dakkapel met grote ramen was er zowel uitzicht op het emplacement bij het stationsgebouw en de werkplaats. Daarnaast werden extra perrons en een goederenoverslag gebouwd. Sinds 1993 beschikt het station over een parkeer en reis terrein met 290 plaatsen voor overstappers tussen trein en auto. Daarnaast heeft ÖBB een auto en fietsenverhuur op het station („ÖBB-Rail&Drive“, „Fahrrad am Bahnhof“).
Tussen Wörgl Terminal Nord en Kundl en verder tot de aansluiting Radfeld werd als capaciteitsverhoging een derde spoor als versnellingsspoor  aangelegd. (Wörgl Hbf - Wörgl Terminal Süd - Wörgl Terminal Nord is vier sporig). Door de samenvoeging van station Kundl en dat van Wörgl in 1993 wordt dit deel niet beschouwd als vrije baan maar als onderdeel van het emplacement van Wörgl. Intern werd station Kundl Wörgl Kundl, terwijl de plaatsnaam Kundl in gebruik bleef in de dienstregeling en op de borden op het station. 
Ten westen van Radfeld aansluiting is sinds december 2012 sprake van vier sporen, twee daarvan bestaan uit de spoorlijn uit 1858, de andere twee lopen over de, tussen 1999 en 2012 gebouwde, nieuwbouwlijn die goeddeels ondergronds ligt en een baanvaksnelheid heeft van 230 km/u. Sinds de opening van de nieuwbouwlijn  wordt deze gebruikt door de meeste goederentreinen en door langafstandtreinen die niet stoppen tussen Wörgl en Innsbruck waarbij ook 230 km/u wordt gereden. 
De grote verbouwing in 1993 werden de stationshal en de 10 perrons van liften en treinaanwijzers voorzien en samen met de andere installaties voor reizigers- en goederenverkeer volledig vernieuwd. 
In 2014 werd groot onderhoud uitgevoerd aan de stationshal, waarbij de verlichting grotendeels werd vervangen door LED-verlichting en verlichte bebording werd ingebouwd. In 2020 werden de stationspizzeria en het stationscafé inclusief de konditorei grootschalig verbouwd en uitgebreid, zodat er sindsdien weer tafels op het eerste perron beschikbaar zijn. In de stationshal werden de perronaanwijzers vervangen door beeldschermen en de treinaanwijzers op de perrons werden door modernere exemplaren vervangen. Daarnaast werd een tentoonstellingsruimte ingericht voor het project Brenner-Flachbahn, waarin het deel tussen Kundl en Branneburg via Langkampfen worddt belicht. 
Behalve het station zelf werd ook het stationsplein in 1993 geheel verbouwd en van een parkje voorzien. Het stationsplein is het begin/eindpunt voor vele streekbuslijnen en vijf stadsbuslijnen. De goederenoverslag werd vanuit de bebouwde kom verplaatst richting Liesfeld naar de Cargo-Terminal (Wörgl Terminal Nord) ten westen van Wörgl, waar inmiddels het steeds groeiende bedrijfspark „Gewerbepark Wörgl“ met vele bedrijven en industrie gevormd is. In de Cargo-Terminal is een logistiek centrum en een oprit voor de Rollende Landstraße ondergebracht.  In 2012 werd Terminal Nord aanzienlijk uitgebreid, in 2023 zouden extra aansluitsporen en laadsporen o.a. Naar een grote houtverwerker in de buurt onder de naam „Wörgl Terminal West“ worden toegevoegd. De bouw kon echter niet beginnen omdat meerdere omwonenden hun land niet willen verkopen. 
Voor de periode na 2024 is er een plan om het stationsplein te vergroten en een “busterminal” ter vervanging van het busstation. Daarnaast moet het worden opgewaardeerd door nieuwe logitieke, handels en gastronomische ondernemingen ten oosten van het plein, onder andere met twee torens („City-Link Wörgl“).

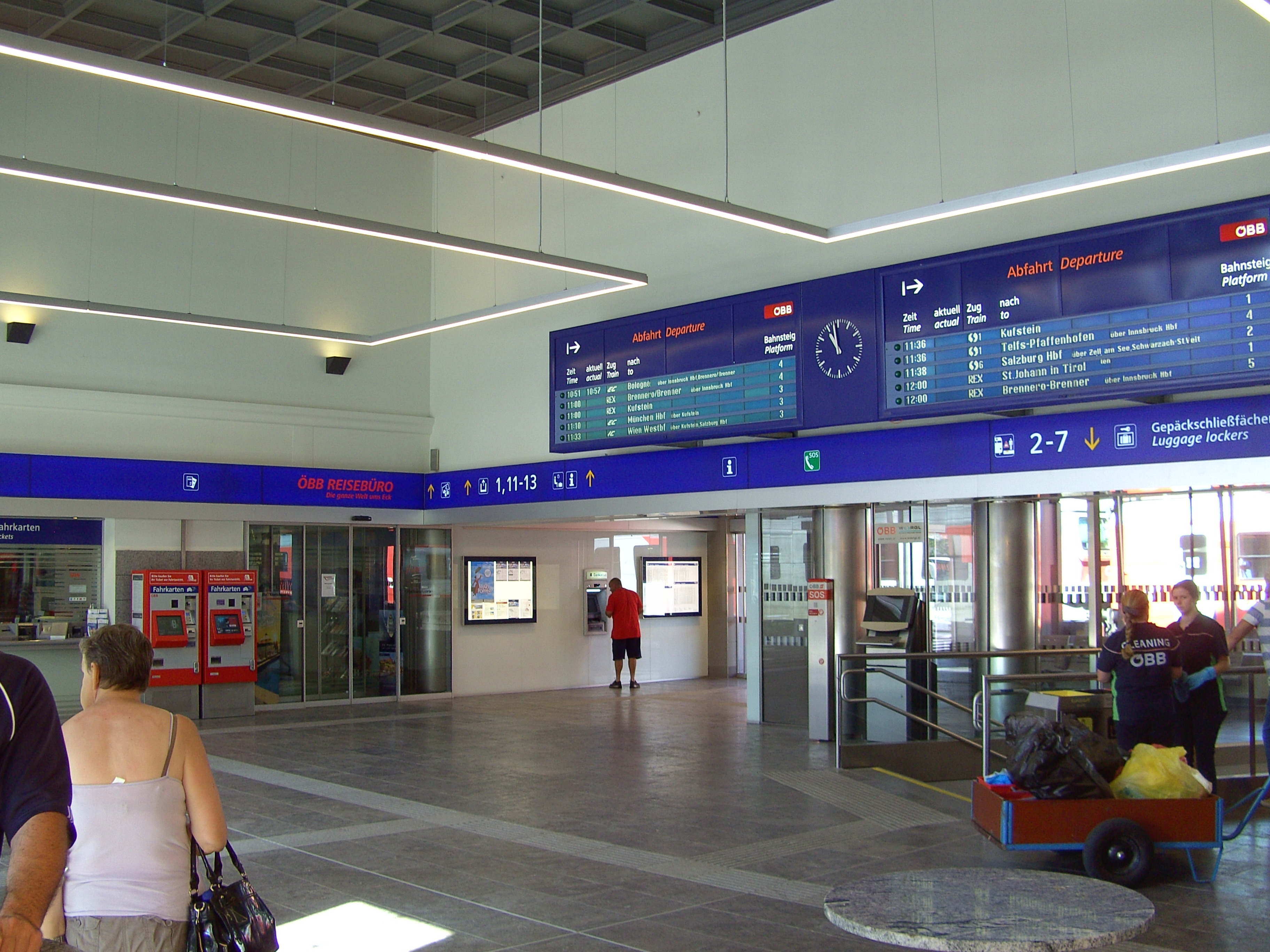
Stationshal westzijde op 21 juli 2015.
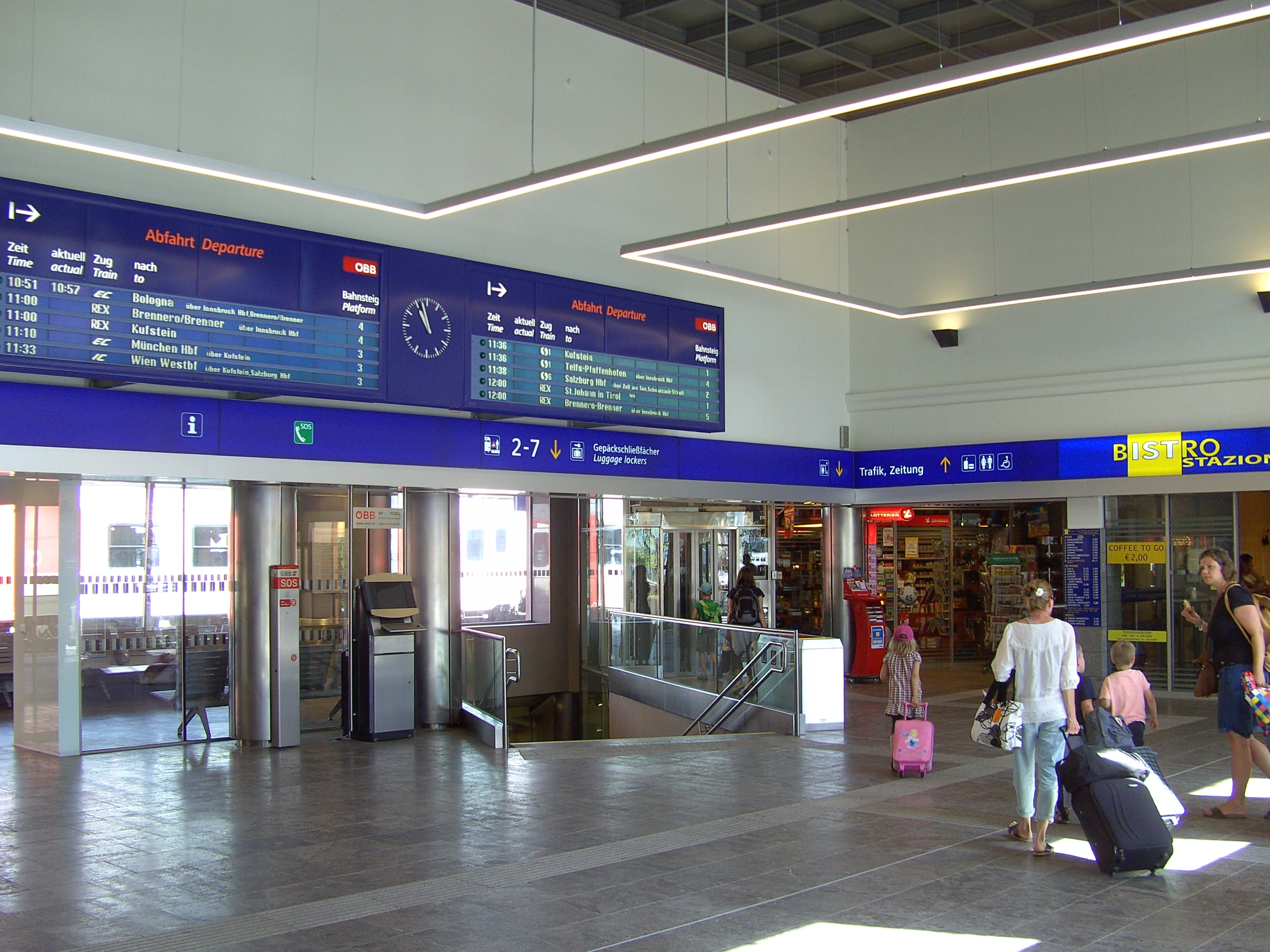
Stationshal oostzijde op 21 juli 2015.
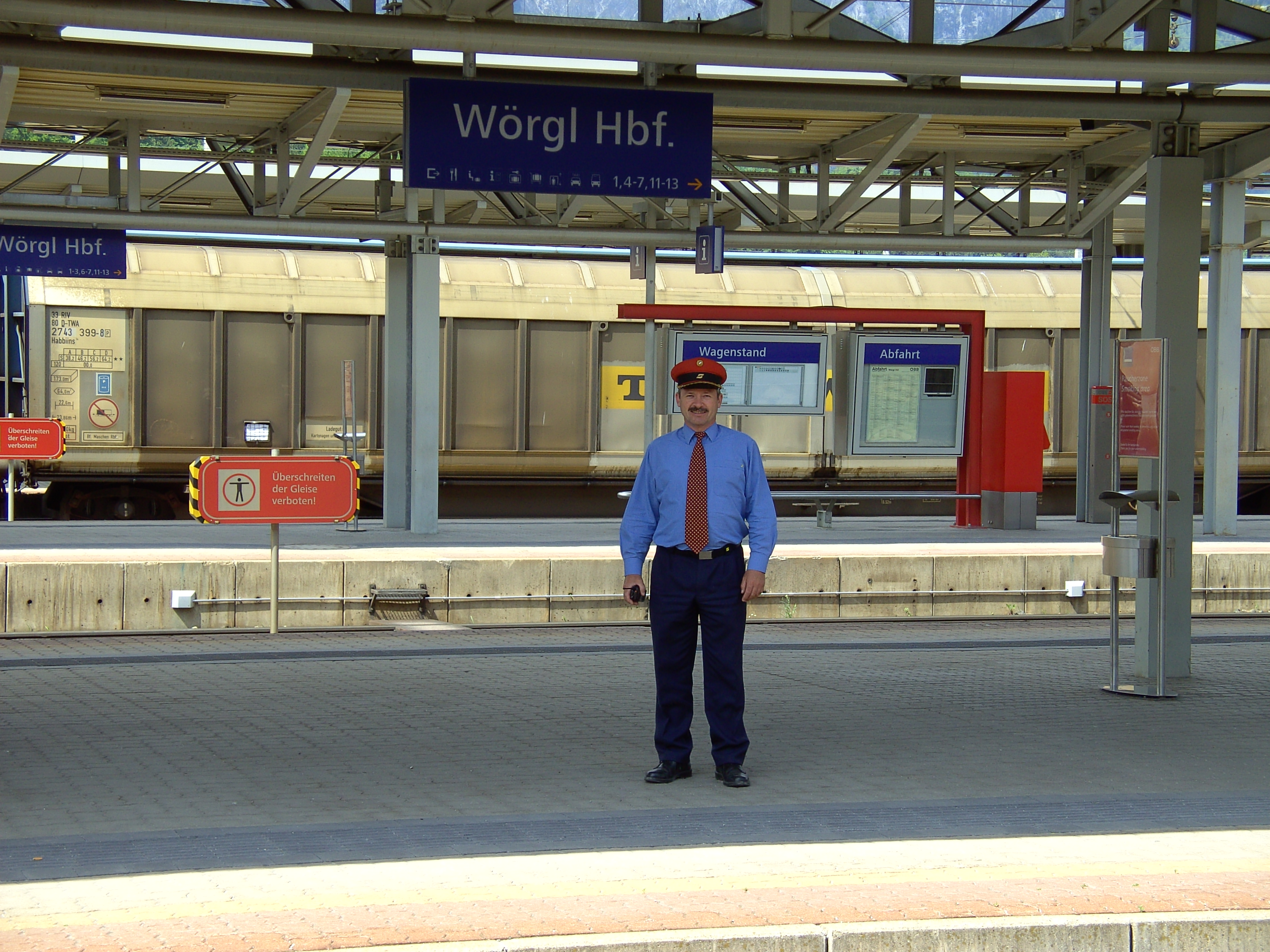
De treindienstleider op perron 3 in de nieuwe huisstijl.

### Predikaat Hauptbahnhof
In het voorjaar van 2006 werd voorgesteld om station Wörgl als Hauptbahnhof te kwalificeren. Enerzijds was dit om de belangrijke plaats in het spoorwegnet en de vele afdelingen van de spoorwegen in Wörgl, anderzijds ook om het imago. Voor de doorvoering hiervan met ingang van de nieuwe dienstregeling op 10 december 2006 werden nog verschillende uitbreidings- en onderhoudswerkzaamheden uitgevoerd. Zo werden de stationshal en de perrons deels opnieuw ingericht in een nieuwe stijl. Verder werden geleidestroken aangebracht en videobewaking ingevoerd samen met de komst van een permanente bewakingsdienst. De verouderde klapborden werden vervangen door treinaanwijzers met LEDs, en de hele bebording werd vernieuwd overeenkomstig de nieuwe donkerblauwe huisstijl ÖBB. Internationale treinen worden sindsdien zowel in het Duits als Engels omgeroepen. 

## Treinverkeer
De stad Wörgl ligt op 511 m hoogte op de rechteroever van de Inn op ongeveer 60 km ten oosten van de deelstaat hoofdstad Innsbruck en heeft het een na grootste stationsemplacement van West-Oostenrijk achter Innsbruck. Het station is de oostelijke splitsing van twee belangrijke spoorverbindingen:
- De Brennerroute (München – Rosenheim –) Kufstein – Wörgl – Innsbruck (– Brenner – Bolzano – Verona),

de vroegere Nordtiroler Bahn, die in 1858 werd geopend. Deze werd ontworpen door Alois Negrelli, de bouwer van het Suezkanaal, en gebouwd door de bouwer van de Semmeringbahn, Carl Ritter von Ghega.
- De Oostenrijkse Westbahn: Wenen – Linz – Salzburg – Zell am See – Kitzbühel – Wörgl – Innsbruck – Feldkirch (– Lindau respectievelijk – Buchs SG),
  - Het deeltraject Wenen – Salzburg wordt Kaiserin Elisabeth-Bahn genoemd.
  - Het deeltraject Salzburg – Wörgl heet Giselabahn en is genoemd naar een dochter van Keizer Franz Joseph en Keizerin Elisabeth.

Ook wat de reizigersstroom en het aantal treinen betreft staat Wörgl met 15.000 reizigers en 200 personentreinen per dag in Tirol, na Innsbruck, op de tweede plaats. Inclusief goederentreinen komt het totaal aantal met 430 treinen per dag zelfs boven Innsbruck uit. Hierdoor en door het fijnmazige busnet is Wörgl een van de Oostenrijkse gemeenten met de beste aansluiting op het openbaar vervoer. 
In Wörgl stoppen, op de weinige nachttreinen tussen 2:30 uur en 4:00 uur na, alle personentreinen waaronder de Railjets tussen Wenen en Zürich resp. Bregenz. Daarnaast doen ook de Eurocity diensten tussen München en Italië, en door de Alpen, zoals de Transalpin tussen Zürich en Graz, het station aan. Verder zijn er nog een aantal InterCitys, zoals IC Hahnenkamm tussen en Graz, en ICE diensten tussen Innsbruck en Duitsland. 
Ook in het regionale treinverkeer speelt het station een belangrijke rol.  Zo stoppen de lijnen S4 (Kufstein - Wörgl - Jenbach - Schwaz - Innsbruck - Telfs-Pfaffenhofen - Ötztal - Imst-Pitztal – Landeck-Zams) en S8 (Wörgl – Kitzbühel – St. Johann – Hochfilzen (– Saalfelden)) van de S-Bahn Tirol in het station. In het weekeinde aangevuld met de nacht S-Bahn. 
De regio express, die niet op alle stations stopt, doet het station aan met drie lijnen;  
- REX3 (Wörgl – Kitzbühel – Zell am See – Schwarzach-St. Veit – Salzburg)
- REX2 (Kufstein – Wörgl – Jenbach – Hall – Innsbruck)
- CJX1 (Kufstein – Wörgl – Jenbach – Innsbruck).

De, tot nu toe alleen als plan bestaande, nieuwe Neder Inndallijn tussen Radfeld en Brannenburg in Beieren komt op de linkeroever van de Inn en zal, aldus het plan vanaf 2030, zowel Wörgl en Kufstein verlossen van een groot deel van het goederenverkeer door de stations. 

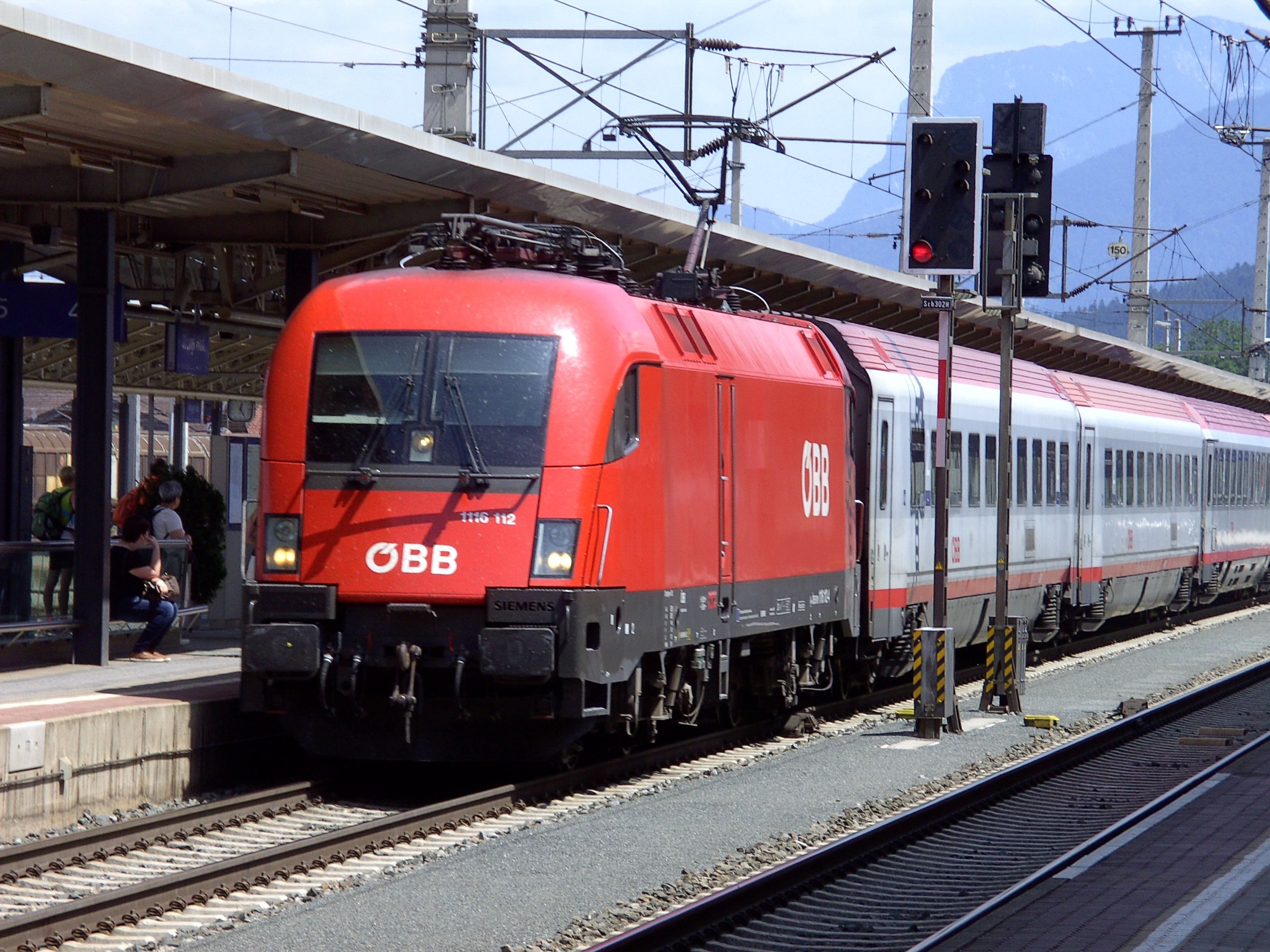
ÖBB 1116 met IC in Wörgl Hbf.
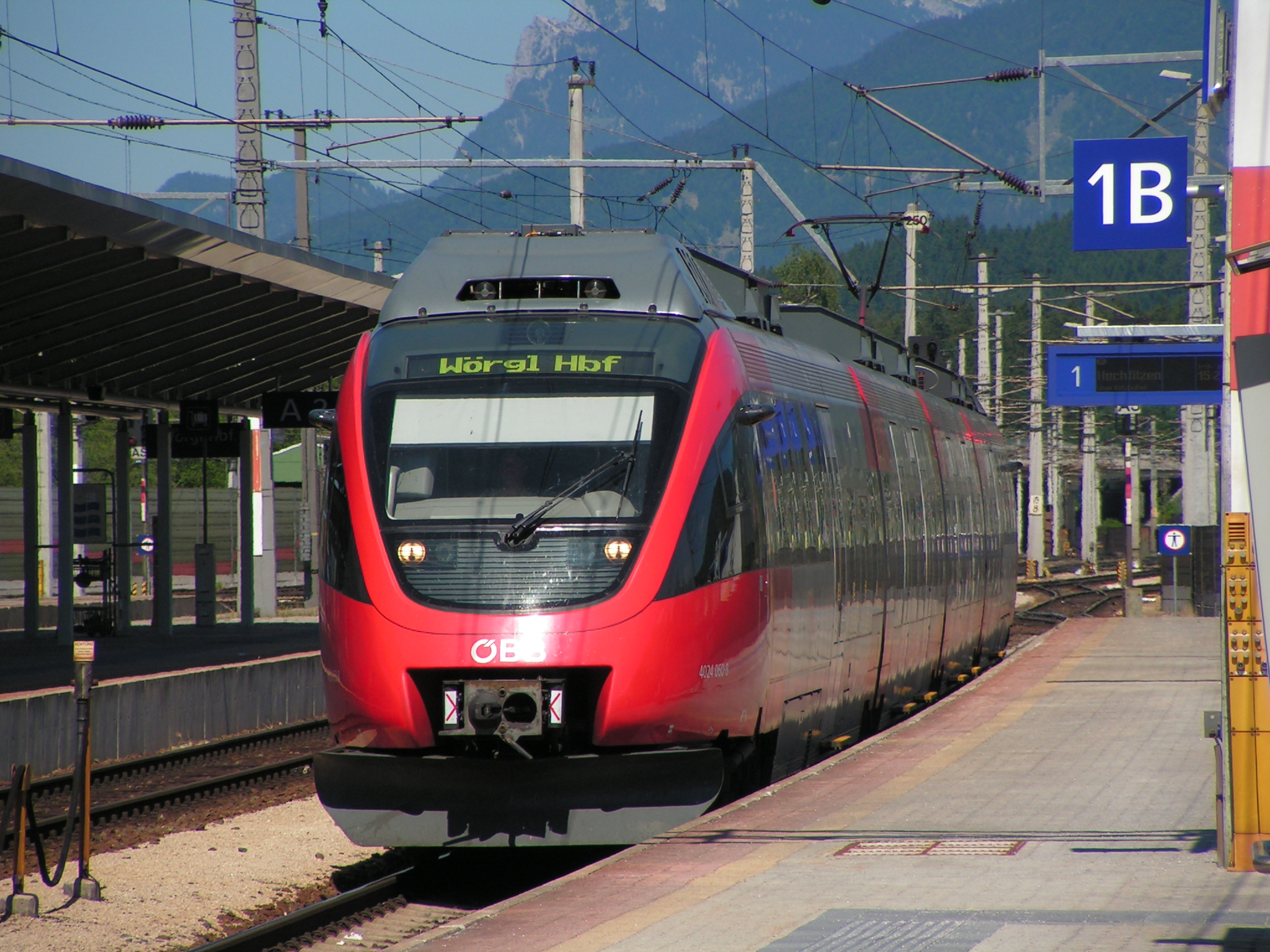
ÖBB ET 4024 als S6 op spoor 1 B in Wörgl Hbf.
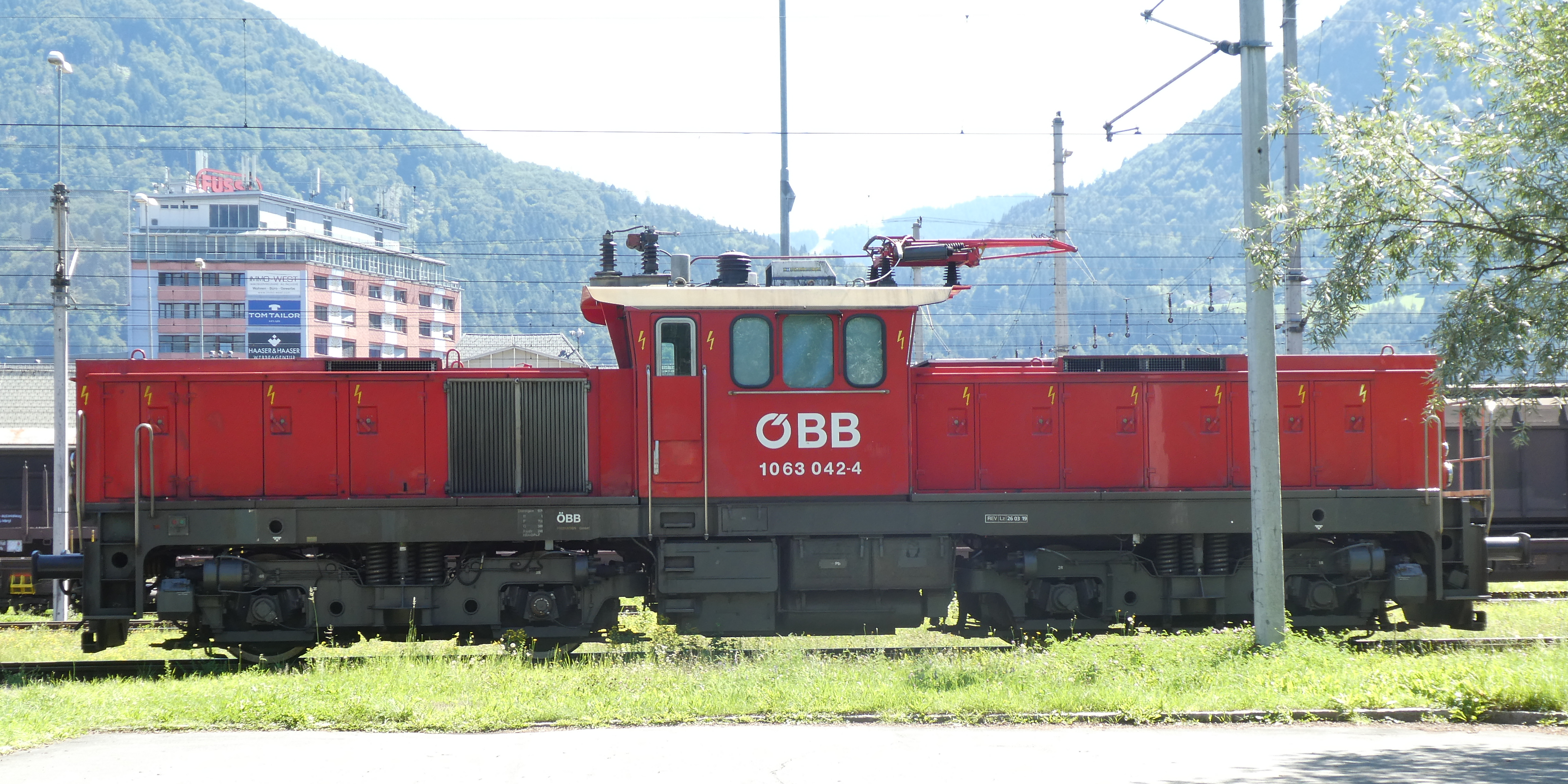
Rangeerlocomotief reeks 1063 in Wörgl.

Vier rangeerlocomotieven verzorgen de samenstelling van vele personen en goederentreinen en het rangeerwerk op het station.  De ÖBB zetten hiervoor de reeksen 1063 en 2070 in. Het rangeerwerk in de stations  Brixlegg, Wörgl Kundl, Kirchbichl, Schaftenau, Kufstein, Hopfgarten, Westendorf, Kirchberg in Tirol, Kitzbühel en St. Johann in Tirol alsmede de twee (binnenkort drie) “Cargoterminals” rond Wörgl wordt op afstand gestuurd vanuit Wörgl Hbf.
ÖBB-Traktion en ÖBB-Technischen Services hebben een standplaats op het station. De laatste heeft een eigen rangeerlocomotief reeks 2067. Deze werkplaats heeft als hoofdtaak het onderhoud van de lagevloerwagens van de Rollende Landstraße. Daarnaast zijn verschillende spoorwegafdelingen, zoals bouw, spooronderhoud, beveiliging, telecommunicatie en elektrotechniek, op het station vertegenwoordigd.
De cargoterminal Nord, een onderstation en een oprit voor de autoslaaptrein maken het station compleet. Wörgl is de standplaats van een netmanager van de ÖBB, een rangeermanager en een ÖBB onroerendgoed en stationsmanager. De laatste twee beheren alles tussen Saalfelden respectievelijk   Kufstein en Fritzens-Wattens alsmede meerdere bovenregionale commandoposten.

## Bedrijf en techniek
Het emplacement van het eigenlijke Hauptbahnhof telt 26 hoofdsporen en vele zijsporen, 167 wissels en kruisingen, 388 seinen (waarvan 62 voorseinen en herhaalseinen, 75 hoofdseinen, 23 sectieseinen, 181 losse of in hoofdseinen geïntegreerde rangeerseinen en 47 snelheidsaanduiders) en 14 ontspoorinrichtingen. Het emplacement Kundl voegt daar nog 4 hoofdsporen en meerdere zijsporen, 88 seinen, 4 ontspoorinrichtingen en 19 op afstand bediende wissels aan toe. Hierin zijn hulp en vertrekseinen niet meegerekend. 
Van west naar oost vormen de stationsdelen Wörgl Kundl, Wörgl Terminal West, Wörgl Terminal Nord, Wörgl Terminal Süd en het eigenlijke Hauptbahnhof  het station Wörgl Hauptbahnhof. Daarnaast ligt binnen de gemeente nog de halte Wörgl Süd - Bruckhäusl (voorheen Söll-Leukental en van 1993 tot 2008 Bruckhäusl) met een overloopwissel. De wissels en seinen aldaar worden, net als die bij Radfeld-aansluiting, vanaf de seintafel Wörgl bediend. 
Wörgl speelt een belangrijke rol bij de, in het kader van de TEN corridor Berlijn-Palermo aangelegde, in december 2012 voltooide viersporigheid tussen Radfeld aansluiting en  Baumkirchen. Als grootste station in de buurt van de nieuwe Neder Inndallijn en het enige met werkplaatsen voor locomotieven en rijtuigen en een locdepot wordt Wörgl Hauptbahnhof samen met de terminals aan beide kanten, aansluiting Radfeld in het westen en aansluiting Langkampfen in het oosten, op de nieuwe lijn op de linkeroever aangesloten. 

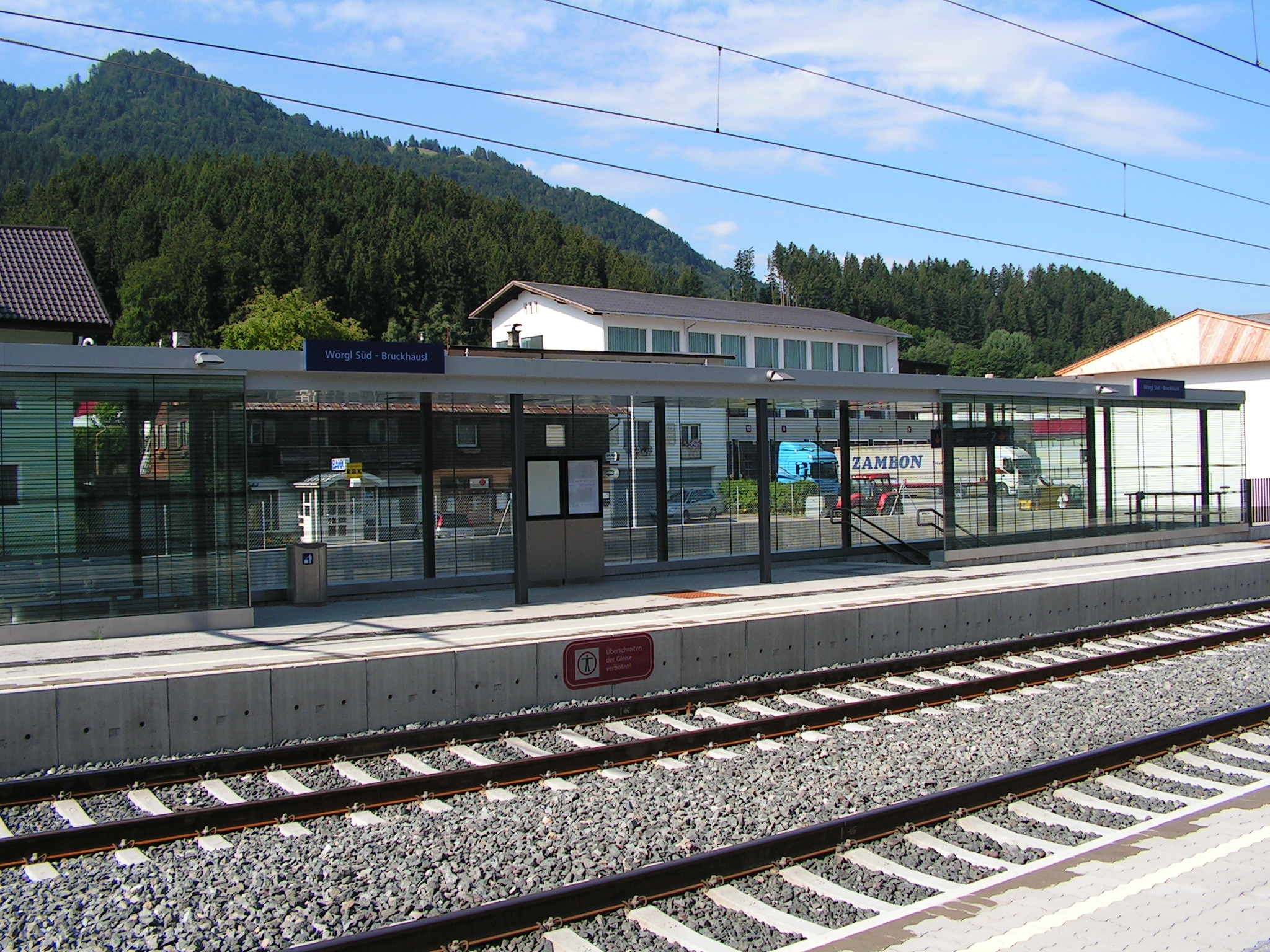
Station Wörgl Süd – Bruckhäusl.
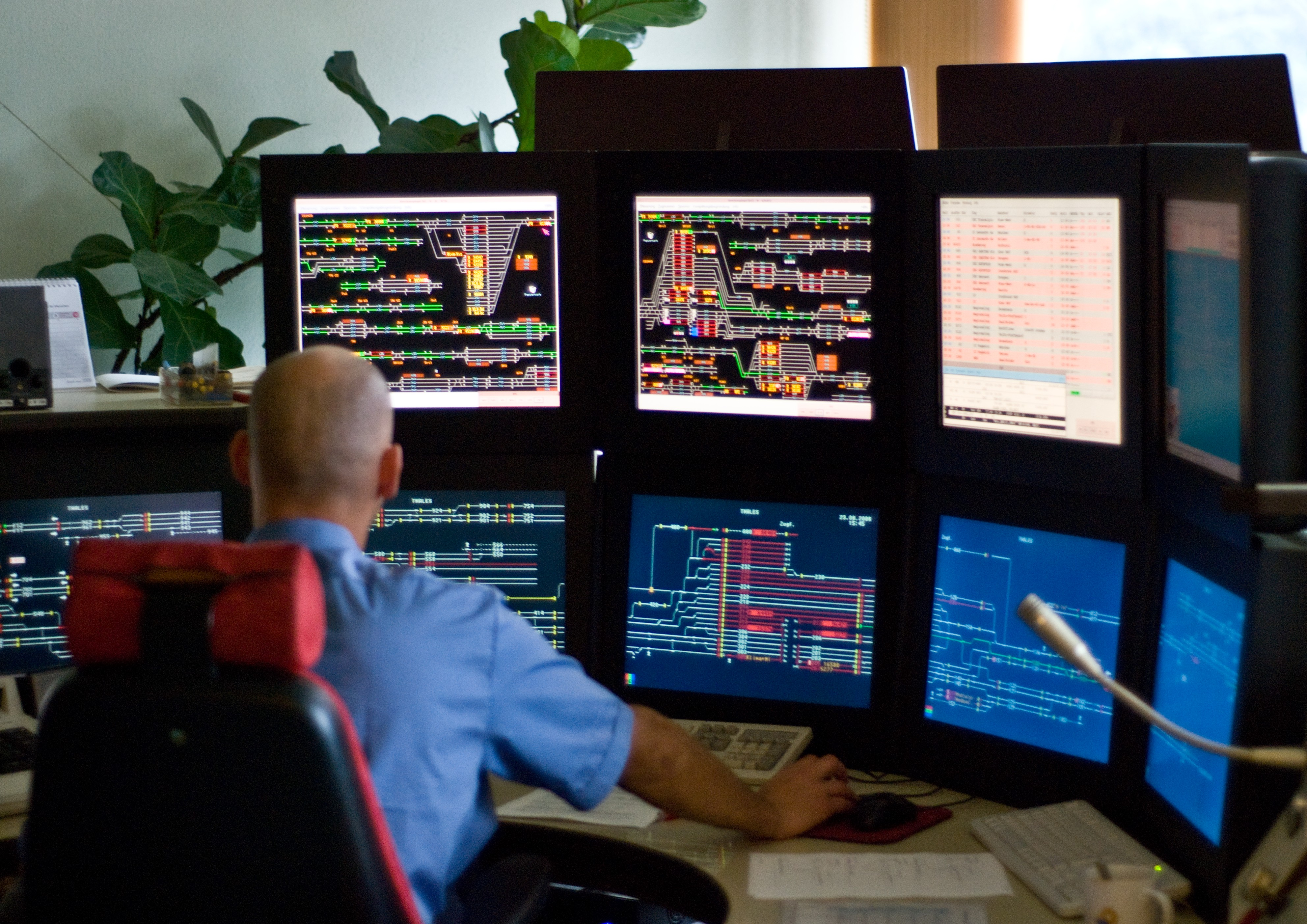
Een van de seintafels in de verkeersleidingspost.
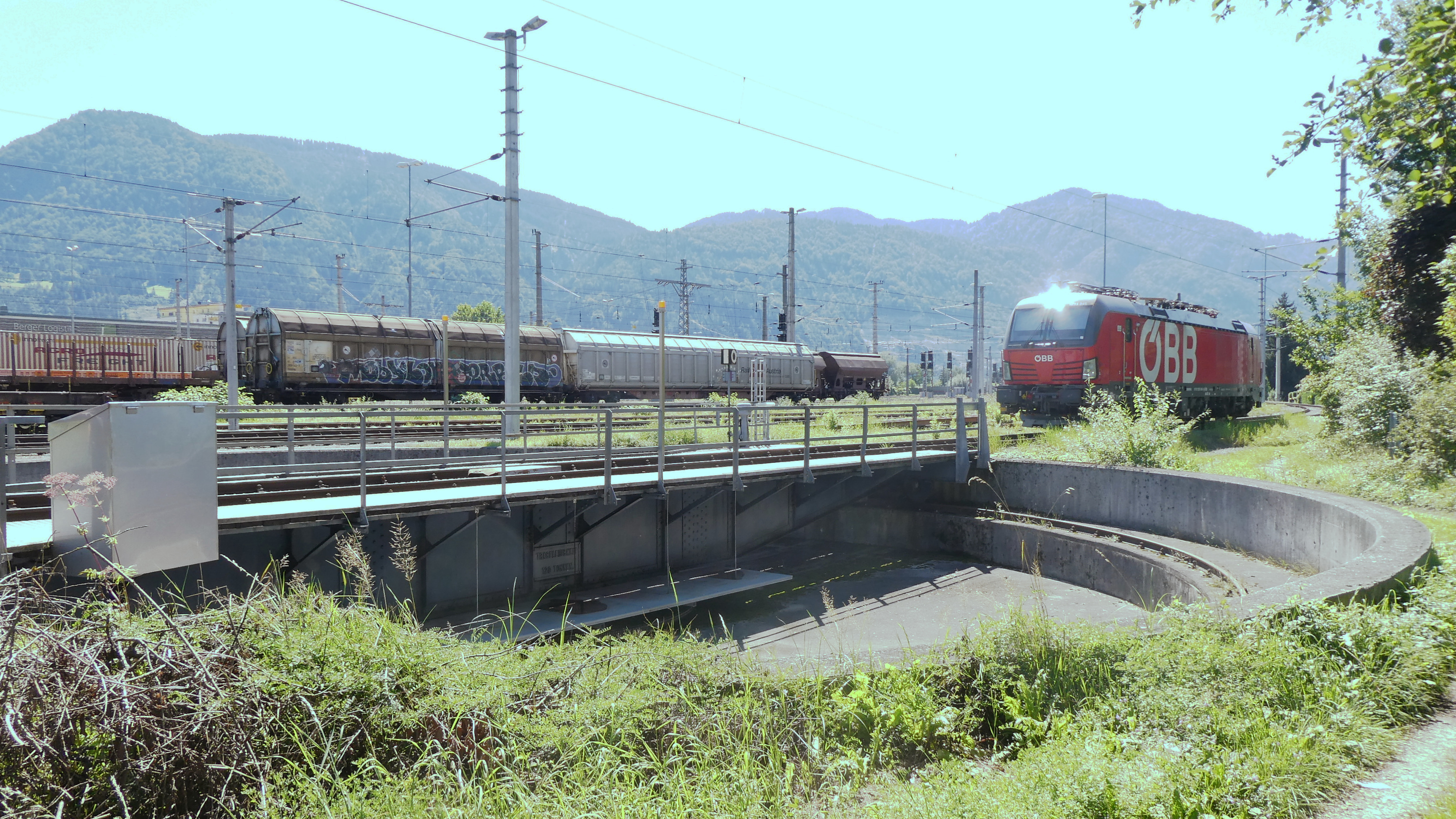
De draaischijf.

### Seinen en wissels
Vanuit de vroegere verkeersleidingspost werd het treinverkeer tussen Radfeld en Kufstein respectievelijk Hopfgarten im Brixental aangestuurd. De treindienstleiders van de seintafels  Wörgl Hbf west en oost bedienden naast Wörgl Hauptbahnhof ook de stations Kundl, Kirchbichl, Kufstein en Hopfgarten, de aansluiting Radfeld, de cargoterminals en de overloopwissels in Wörgl Süd - Bruckhäusl en Schaftenau.
Sinds 1 juni 2009 is de verkeersleidingspost Wörgl opgenomen in de centrale verkeersleiding (BFZ) west van de ÖBB die vanuit Innsbruck al het treinverkeer ten westen van Zell am See aanstuurt. De ruimte van de voormalige verkeersleidingspost boven de stationshal met de dakkapel aan de spoorzijde heet nu BFZ Wörgl, die als reserve BFZ inclusief alle werkplekken voor BFZ West kan worden gebruikt en onder de noemer „Georedundanz“ zo nodig het hele ÖBB-gebied kan aansturen. Vanaf 2027 wordt al het verkeer op de Karwendelbahn en op de Außerfernbahn alleen nog vanuit Wörgl aangestuurd. 
De lijnwerkplaats, vroeger in Oostenrijk „Heizhaus“ of „Zugförderung“, daarna „Traktion“, en als laatste  „Produktionsbereich“ genoemd, heeft een eigen NX -systeem dat door de werkplaatsopzichter bediend wordt. Het is echter mogelijk om vanuit de BFZ direct ritten tot en van de werkplaats aan te sturen. De werkplaats beschikt over een draaischif met een doorsnee van 24 meter.

### Perrons
Het station heeft een perron direct langs het stationsgebouw aan het doorgaande spoor 1 en drie eilandperrons die tussen de doorgaande sporen 2 en 3, 4 en 5 alsmede 6 en 7 liggen. Deze perrons zijn ongeveer 400 meter lang en opgedeeld en de vakken A t/m E, de sporen 3 en 4 zijn de hoofdsporen. Daarnaast zijn er drie kopsporen, nummers 11 t/m 13, aan de oostkant van het stationsgebouw die worden gebruikt voor de stoptreinen naar Hochfilzen en Salzburg. Verder zijn er meerdere doorgaande inhaal sporen. 